# Rudolf Kansmeyer
Rudolf Kansmeyer (ur. 1910, zm. ?) – niemiecki więzień funkcyjny w hitlerowskim obozie koncentracyjnym Mauthausen-Gusen, zbrodniarz nazistowski.
Więzień poliyczny przetrzymywany w obozach koncentracyjnych od 1939. Od kwietnia 1944 był więźniem Gusen II, podobozu KL Mauthausen. Kierownictwo SS mianowało go więźniem funkcyjnym i członkiem obozowej policji, do której należał od października do grudnia 1944. W styczniu 1945 został zastępcą kapo w komandzie pracującym w zakładach Siemensa.
W procesie załogi Mauthausen (US vs. Emil Andreas Gay i inni), który 13–22 października 1947 toczył się przed amerykańskim Trybunałem Wojskowym w Dachau skazany został na karę śmierci przez powieszenie. Jak ustalił trybunał, oskarżony wielokrotnie znęcał się nad więźniami, czasem ze skutkiem śmiertelnym. Zimą 1944 utopił dwóch więźniów, wsadzając im głowy do beczki z wodą. Innych więźniów katował kijem, ciężko ich okaleczając. Wiosną 1944 zamordował jednego z więźniów, gdy po skatowaniu przycisnął mu kij do krtani, gdy ten leżał na ziemi. Karę śmierci zamieniono w akcie łaski na dożywocie.